# Муниципальное образование «Хадахан»
Муниципальное образование «Хадахан» — муниципальное образование со статусом сельского поселения в 
Нукутском районе Иркутской области России. Административный центр — Хадахан.

## Демография
По результатам Всероссийской переписи населения 2010 года 
численность населения муниципального образования составила 1414 человек, в том числе 689 мужчин и 725 женщин.

## Населённые пункты
В состав муниципального образования входят населённые пункты
- Хадахан
- Мельхитуй[2]